# Anel Townsend
Ana Elena Luisa Cristina Townsend Diez-Canseco (Miraflores, 3 de febrero de 1965), más conocida como Anel Townsend, es una socióloga, periodista y política peruana. Fue congresista de la república por Lima durante tres periodos consecutivos y ministra de la Mujer y Desarrollo Social del Perú en el gobierno de Alejandro Toledo, desde el 28 de junio hasta el 15 de diciembre del 2003.

## Biografía
Nació en el distrito de Miraflores, ubicado en la ciudad de Lima, el 3 de febrero de 1965. Es hija del histórico líder aprista, Andrés Townsend, y de Ana Elena Diez-Canseco Távara. Es hermana de la periodista Josefina Townsend y bisnieta del político Ernesto Diez-Canseco Masías.
Ingresó a la Pontificia Universidad Católica del Perú, en la cual estudió la carrera de Sociología; sin embargo, no concluyó sus estudios universitarios. Se inició como periodista de radio y televisión desde 1987. Durante su carrera periodística se especializó en los temas de violencia política, derechos humanos, derechos de la mujer y problemas sociales. Se desempeñó como productora periodística, conductora de radio y televisión y reportera en diversos canales de televisión.
Estuvo comprometida con Alfredo Bonilla y luego en el 2004 se casó con el diplomático Guillermo Gonzáles Arica.
Entre 2006 y 2010, fue consultora de la Organización de Estados Americanos, del Banco Mundial y del Banco Interamericano de Desarrollo.

## Carrera política

### Congresista de la República
Anel Townsend se inicia en el ámbito político cuando es invitada por el histórico diplomático Javier Pérez de Cuéllar, entonces candidato presidencial, a formar parte del partido Unión por el Perú e integrar la lista de candidatos al Congreso de la República en las elecciones generales del año 1995. Townsend luego resultó elegida como congresista de la república, con 8,463 votos, para el periodo parlamentario 1995-2000.
Townsend fue la parlamentaria electa más joven de ese entonces y por lo cual integró luego la Junta Preparatoria, liderada por Martha Chávez y acompañada de Martha Hildebrandt, encargada de juramentar a los congresistas electos.
En su primera labor legislativa, Townsend se caracterizó por ser una de las congresistas fuertemente opositoras al cuestionado y nefasto régimen del expresidente Alberto Fujimori. Townsend realizó diversas mociones de investigación contra Vladimiro Montesinos debido a sus cuestionamientos por narcotráfico y actos de corrupción, también cuestionó las violaciones de derechos humanos cometidas por el gobierno fujimorista.
En agosto de 1999 formó junto con 8 periodistas la "Asociación Prensa Libre y Democracia", la cual denunció la hostilización del Servicio de Inteligencia Nacional contra los entonces candidatos presidenciales opositores al gobierno y la hostilización ejercida por el régimen contra la prensa independiente. Luego en diciembre de 1999 organizó, a nivel nacional, el Comité "Fujimori no puede", impulsando una campaña cívica contra la reelección inconstitucional de Alberto Fujimori para las elecciones generales del año 2000.
El 28 de julio de 1999, durante el mensaje a la nación de Alberto Fujimori desde el Congreso de la República, Townsend se acercó hacia Fujimori y le colocó una olla en rechazo por los graves cuestionamientos de su gobierno.
Al culminar su gestión, Townsend se alejó de UPP para luego integrarse al partido Somos Perú liderado por Alberto Andrade como el candidato presidencial para las ya convocadas elecciones generales del año 2000. Townsend postuló a la reelección en las elecciones parlamentarias con el número 4 de la lista única y logró tener éxito, con 85,104 votos, para el periodo parlamentario 2000-2005.
Al juramentar Alberto Fujimori para su tercer gobierno presidencial, Townsend se retiró del hemiciclo junto a los demás congresistas de la oposición en señal de protesta y participó luego en la Marcha de los Cuatro Suyos encabezada por Alejandro Toledo.
Ante la difusión del primer Vladivideos por el Frente Independiente Moralizador en el Gran Hotel Bolívar, Townsend protestó desde el parlamento y junto a varios congresistas opositores incentivaron a crear una comisión especial para investigar a Vladimiro Montesinos. Apoyó la censura contra Martha Hildebrandt tras poner trabas a las investigaciones contra Montesinos y luego la candidatura de Valentín Paniagua como nuevo presidente del Congreso. También votó a favor de la vacancia contra Alberto Fujimori por incapacidad moral, donde se puso fin a la dictadura fujimorista.
Luego de la caída del nefasto régimen y el gobierno de transición encabezado por Valentín Paniagua, su cargo parlamentario fue reducido hasta julio del 2001 donde se convocaron a nuevas elecciones generales. Anel Townsend luego decidió apuntarse al partido Perú Posible de Alejandro Toledo y postuló nuevamente al Congreso de la República por la lista de Lima Metropolitana. Townsend finalmente resultó elegida por tercera vez, siendo la congresista más votada con 329,970 votos, para el periodo 2001-2006.
Durante su labor legislativa, presidió la Junta Preparatoria acompañada de Humberto Requena y de Wilmer Rengifo para tomar juramento a los nuevos congresistas electos. Presidió la Comisión Investigadora sobre la actuación, el origen, movimiento y destino de los recursos financieros de Vladimiro Montesinos y su evidente relación con el expresidente Alberto Fujimori. Producto de esta labor se ejecutaron más de 130 denuncias constitucionales y penales contra funcionarios del régimen que presidió Fujimori y que formaban parte de la organización corrupta que organizó Vladimiro Montesinos por encargo del exmandatario prófugo. También mostró su apoyo a la Comisión de la Verdad y Reconciliación.
El 13 de junio del 2003, fue elegida presidenta de Parlamentarios Latinoamericanos contra la Corrupción (PLACC), capítulo regional de la Organización Mundial de Parlamentarios contra la Corrupción (OMPACC).

### Ministra de la Mujer
El 28 de junio del 2003, Townsend fue nombrada como ministra de la Mujer y Desarrollo Social por el expresidente Alejandro Toledo en el gabinete ministerial presidido por Beatriz Merino.
Dente de su gestión, dio inicio a las transferencias de programas sociales a los gobiernos regionales y los gobiernos locales, como parte del proceso de descentralización. Se creó la Mesa de Descentralización donde participaban sectores organizados de la sociedad civil, como un órgano de consulta y propuesta para apoyar el proceso de transferencia de los programas sociales. En el Ministerio de la Mujer, también se instaló la Mesa de la Mujer, donde participaron las diversas organizaciones sociales de base, organismos no gubernamentales para proponer acciones en pro de la igualdad de oportunidades.
Townsend permaneció en el cargo hasta que el 15 de diciembre del 2003, decidió renunciar al cargo y fue reemplazada por Nidia Puelles.
En abril del 2005, Townsend decidió renunciar al partido Perú Posible tras graves cuestionamientos a personas vinculadas al gobierno y por la permanencia del cuestionado Pedro Carrasco Toro, cuestionado partidario por sus vínculos con el narcotráfico, en el Comité Ejecutivo Nacional del partido.

### Campaña del NO a al Revocatoria
En 2013, ante la consulta de revocatoria contra la entonces alcaldesa de la ciudad de Lima, Susana Villarán, Townsend reapareció en el ámbito político al ser presentara por Villarán como principal vocera de la campaña del NO a la Revocatoria. La campaña finalmente tuvo éxito a favor de Villarán para la continuación de su gestión municipal.

### Elecciones del 2016
Para las elecciones generales del 2016, Townsend fue presentada por César Acuña como parte de su plancha presidencial y candidata al Congreso de la República por la Alianza para el Progreso del Perú (coalición con Somos Perú y Restauración Nacional). Durante la campaña presidencial, Townsend fue criticada tras haber apoyado a Acuña quien estaba cuestionado por supuestos actos de corrupción y por plagios. Luego en el mismo año, Townsend decidió renunciar su candidatura parlamentaria tras los cuestionamientos.
En el mismo año, la candidatura de César Acuña fue excluida por el Jurado Nacional de Elecciones tras la entrega de dádivas por parte de Acuña a ciudadanos de Chosica y Piura, hecho que fue denunciado en el programa Panorama. Tras la exclusión, Townsend se vio obligada a renunciar.

## Controversias

### Caso Odebrecht
Tras la denuncia de los supuestos aportes de la empresa brasileña Odebrecht a la campaña del "NO" a la revocatoria, el fiscal Walter Villanueva del equipo especial Lava Jato dispuso formalizar investigación preparatoria por el delito de lavado de activos a Anel Townsend junto a la excongresista Marisa Glave, Zoila Reátegui y el exministro Jorge Nieto. Tras esto, Townsend anunció que desconoce del origen de los aportes y sentirse decepcionada de Susana Villarán.

## Publicaciones
En julio de 2001 publicó el libro titulado En nombre de la Ley. Compilación de intervenciones parlamentarias en las sesiones plenarias del Congreso de la República del Perú entre 1995 y 2000. Este libro fue presentado por el Dr. Javier Pérez de Cuéllar, exsecretario general de la Organización de las Naciones Unidas.